# Operacija Dragoon
Operacija Dragoon jedna je najnepoznatijih ratnih operacija u Drugom svjetskom ratu, iako je bila vrlo složena i masivna. Invazija je izvršena na okupirani jug Francuske 15. kolovoza 1944. godine.
Sama operacija bila je kontroverzna u svoje vrijeme. Američki general Dwight D. Eisenhower zagovarao je zauzimanje Marseillesa, no bio je neodlučan do uspješne invazije Operacije Overlord. Odobrio je operaciju u srpnju iste godine i uskoro je započela.
S druge strane, britanski premijer Winston Churchill bio je protiv te operacije, smatrajući da je bolje pridružiti se već iskrcanim snagama u Italiji ili zauzeti važna strateška područja Južne i Jugoistočne Europe, s njihovim naftnim bogatstvima. Jugoistok Europe zagovarao je i zbog napredovanja sovjetske vojske prema zapadu. Eisenhower je pritom u prvom redu razmišljao kao vojnik, a Churchill kao političar.
Sama invazijska vojska sastojala se od američke 7. armije i francuske 1. armije. Pored glavne operacije, francuski komandosi uništili su glavna topnička uporišta na Cape Negreu.
Više od 94 000 ljudi i 11 000 vozila iskrcalo je prvoga dana. Saveznici nisu nailazili na veliki otpor jer je većina Wehrmachta preusmjerena na obranu Normandije. Sam  Pariz je oslobođen za svega nekoliko dana, točnije 25. kolovoza 1944.
Vojnici iz operacije Dragoon i operacije Overlord susreli su se i spojili u rujnu iste godine, blizu Dijona.

## Gubitci
- SAD: 3000 poginulih, 4500 ranjenih
- Francuska: 10 000 poginulih ili ranjenih
- Treći Reich: preko 100 000 zarobljenih